# Giovanni Cheli
Giovanni Cheli (Turín, 4 de octubre de 1918-8 de febrero de 2013) fue un cardenal italiano, presidente del Consejo Pontificio para la Pastoral de los Emigrantes e Itinerantes.

## Biografía
Fue ordenado sacerdote para la diócesis de Asti el 21 de junio de 1942. Allí fue profesor en el seminario diocesano y capellán de la sección juvenil de Acción Católica.
Después de obtener una licenciatura en Teología y un doctorado en Derecho Canónico, entró en el servicio diplomático de la Santa Sede y fue destinado a la Nunciatura en Guatemala, España e Italia. En España fue auditor de la Nunciatura Apostólica en Madrid (1955-1962).
En 1967 fue asignado al Consejo para los Asuntos Públicos de la Iglesia.
En 1973 fue nombrado observador de la Santa Sede ante las Naciones Unidas en Nueva York. El 8 de septiembre de 1978 fue nombrado arzobispo titular de Santa Giusta y el primer nuncio apostólico ante las Naciones Unidas. Recibió la ordenación episcopal el 16 de septiembre de 1978.
En septiembre de 1986, fue llamado a Roma y fue nombrado Pro-Presidente de la Pontificia Comisión para las Migraciones y el Turismo. En 1988, esta comisión se reorganizó y se convirtió en el Consejo Pontificio para la Pastoral de los Emigrantes e Itinerantes, y así se convirtió en el primer presidente de este nuevo Consejo Pontificio.
Fue presidente emérito del Consejo Pontificio para la Pastoral de los Emigrantes e Itinerantes desde octubre de 1998.
Cheli fue creado y proclamado cardenal por Juan Pablo II en el consistorio del 21 de febrero de 1998, del título de Ss. Cosma e Damiano (Santos Cosme y Damián, diaconía elevada pro hac vice a título presbiteral el 1 de marzo de 2008). No pudo votar en el cónclave de 2005 por límite de edad.

## Honores y distinciones
- Orden de Isabel la Católica
- Comendador de la Orden del Mérito de la República Italiana
- Orden del Mérito de la República Federal de Alemania.